# P’yŏngsŏng
Koordinaten: 39° 15′ N, 125° 51′ OP’yŏngsŏng (kor. 평성시), auch Phyongsong oder Pyeongseong, ist der Sitz der Verwaltung von P’yŏngan-namdo in der Demokratischen Volksrepublik Korea. Die Stadt liegt etwa 32 Kilometer nordöstlich der Hauptstadt Pjöngjang und wurde im Dezember 1969 gegründet. 2014 lebten hier 284.386 Einwohner. Sie gilt vor allem als Zentrum der Bildung und Leichtindustrie und ist eine Satellitenstadt Pjöngjangs.

## Geographie

### Geographische Lage
Die Stadt P’yŏngsŏng liegt im Becken des Flusses Taedong-gang und befindet sich inmitten des Hügellandes der Provinz P’yŏngan-namdo. Der Großteil des Stadtgebietes liegt auf einer Höhe von 100 m bis 200 m über den Meeresspiegel. Im Westen befindet sich das Chŏngryong-Gebirge, die höchste Erhebung ist der Chŏngryŏng-san mit einer Höhe von 547 Metern.
Die zwei größeren Ebenen heißen Kangdong-bŏl und Jasan-bŏl.
Mit Bergen und Wäldern sind 53 % der Fläche bedeckt. 28 % dienen als Anbauflächen.
Es gibt drei Stauseen: den Taebongsan sowie den Sangcha-dong und den P’yŏngsŏng, wobei letzterer als beliebtes Ausflugsziel der lokalen Bevölkerung gilt.

### Stadtgliederung
Das Stadtgebiet unterteilt sich in 21 Dong und 13 Ri:

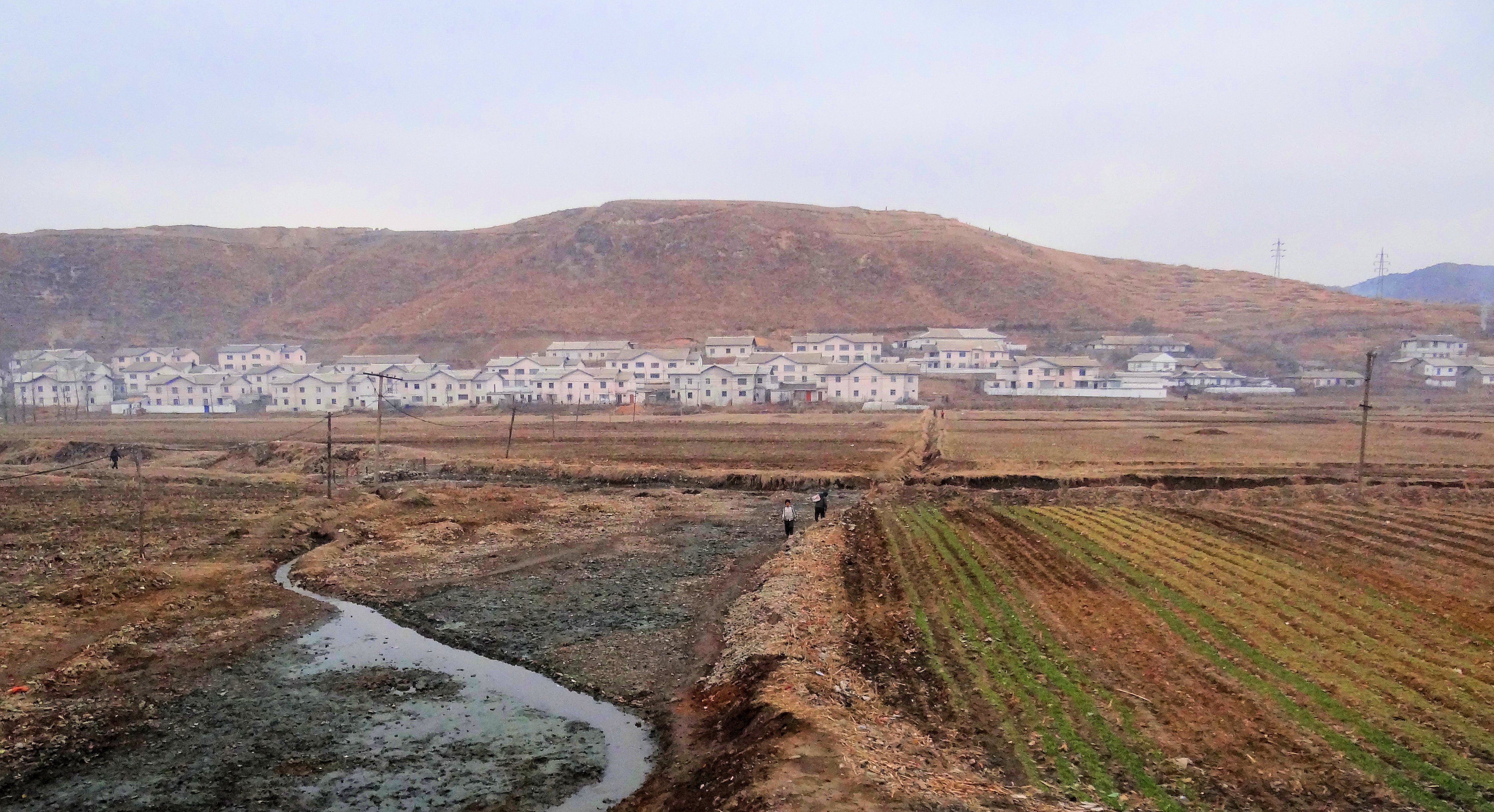
Dorf im Umland von P’yŏngsŏng

- Chungdŏk-tong (중덕동)
- Churye-dong (주례동)
- Hach’a-dong (하차동)
- Haksu-dong (학수동)
- Kuwŏl-dong (구월동)
- Munhwa-dong (문화동)
- Okchŏn-dong (옥전동)
- Ori-dong (오리동)
- Podŏk-tong (보덕동)
- Samhwa-dong (삼화동)
- Sangch’a-dong (상차동)
- Songryŏng-dong (송령동)
- Ponghak-tong (봉학동)
- P’yŏngsŏng-dong (평성동)
- Raengch'ŏn-dong (랭천동)
- Tŏksŏng-dong (덕성동)
- Tumu-dong (두무동)
- Ŭndŏk-tong (은덕동)
- Yangji-dong (양지동)
- Yŏkch'ŏn-dong (역전동)
- Chamo-ri (자모리)
- Chasal-li (자산리)
- Ch’ŏng’ong-ri (청옥리)
- Hadal-li (하단리)
- Hut’al-li (후탄리)
- Hwap’o-ri (화포리)
- Koch’ŏl-li (고천리)
- Kyŏngsil-li (경신리)
- Ŏjung-ri (어중리)
- Paeksong-ri (백송리)
- Ryulhwa-ri (률화리)
- Samryong-ri (삼룡리)
- Unhŭng-ri (운흥리)
- Wŏlp’o-ri (월포리)

### Klima
Die durchschnittliche Jahrestemperatur liegt bei 9,7 °C, der Niederschlag im jährlichen Durchschnitt bei 1.091 mm.

## Geschichte
Die Ursprünge reichen bis in das Jahr 1960 zurück, als Kim Il-sung anordnete in der Nähe der Hauptstadt einen geeigneten Standort für eine neue Stadt zu suchen. Im Oktober 1964 entschied er, dass die Gegend bei Sunch'ŏn am besten geeignet sei. Umliegende Gemeinden sollten und wurden eingemeindet. Im Januar 1965 wurde P’yŏngsŏng-ku gebildet. Die eigentliche Stadtgründung fand dann im Dezember 1969 als „Stadt der Wissenschaften“ statt.
Der südliche Teil der Stadt ging im Jahre 1995 an Pjöngjang als Stadtbezirk Ŭnjŏng-guyŏk über. Seitdem entwickelt sie sich zunehmend zur Stadt des Handels und Industrie. Mehrere Reiseberichte vermelden in den letzten Jahren eine zunehmende Bautätigkeit. Der Ort wird auch als Silicon Valley Nordkoreas bezeichnet.
Der Name von P’yŏngsŏng stammt angeblich persönlich von Kim Il-sung. Der Name setzt sich aus den Anfangssilben von P’yŏngyang (Hauptstadt Nordkoreas) und Sŏngsae („Festung“) zusammen.

## Politik
Bürgermeister ist An Myong-ok (PdAK) P’yŏngsŏng bildet den Wahlkreis 82, für die Stadt sitzt Chae Myong-hak (PdAK) in der 13. Obersten Volksversammlung (vgl. Liste der Abgeordneten der 13. Obersten Volksversammlung).

### Städtepartnerschaften
Am 4. Februar 2000 wurde eine Städtepartnerschaft mit der bulgarischen Stadt Pernik geschlossen.

## Kultur und Sehenswürdigkeiten
Der Tourismus ist in P’yŏngsŏng noch wenig entwickelt. Die Ursache liegt darin, dass die Stadt erst 2011 (nach anderen Quellen 2012 oder 2013) für ausländische Besucher zugänglich gemacht wurde. Es sind Tagesreisen und mehrtägige Aufhalte möglich. Wie in Nordkorea üblich wird man stets von Begleitern geführt. Eine Erkundung der Stadt und Umgebung auf eigene Faust ist de facto nicht möglich. Den Gästen werden beispielsweise eine Lebensmittelfabrik und der Gedenkstätte Paeksong gezeigt.

### Museen

#### Kim-Il-sung-Museum

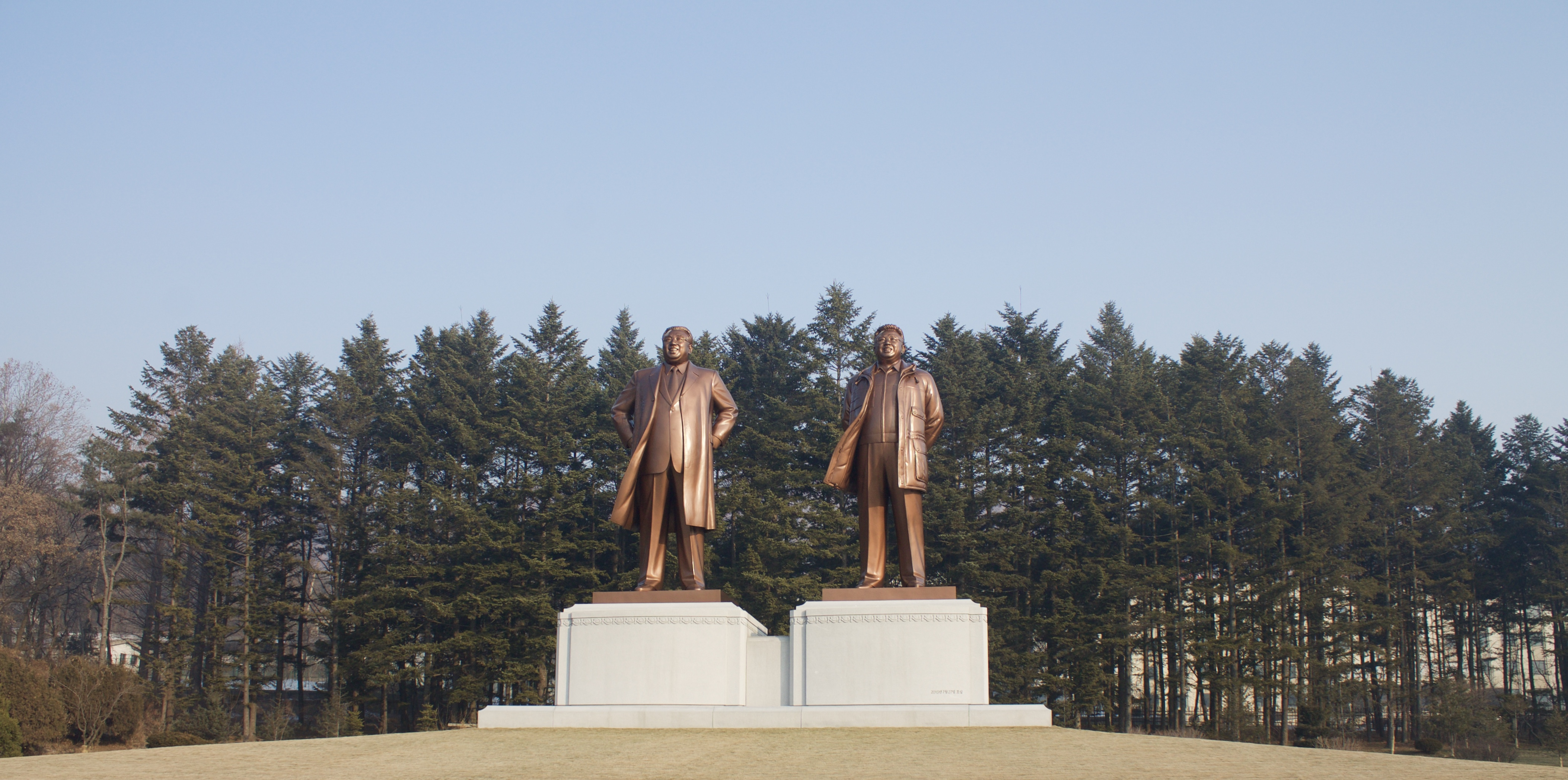
Statue von Kim Il-sung und Kim Jong-il

Das Kim-Il-sung-Museum befindet sich neben dem P’yŏngsŏng-Platz, wo sich je eine Statue von Kim Il-sung und Kim Jong-il befindet.

### Bauwerke

#### Jangjusan Hotel

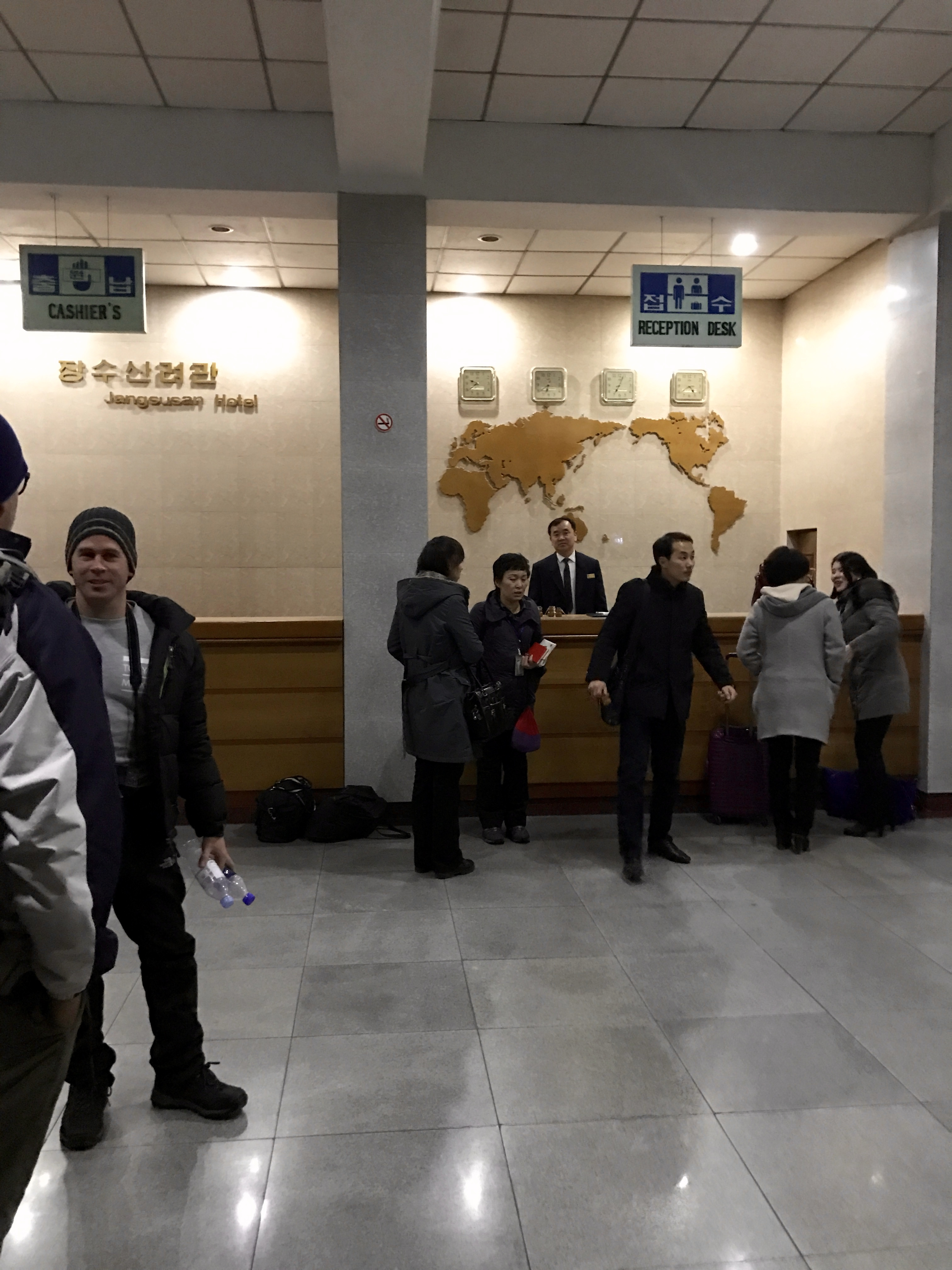
Empfangsbereich des Jangjusan Hotels

Das renovierte Jangjusan Hotel ist die derzeit einzige Übernachtungsmöglichkeit für Touristen.

#### Gedenkstätte Paeksong
Die Gedenkstätte Paeksong ist etwa 20 Minuten vom Stadtzentrum entfernt und zeigt die Hütten, in denen sich die Kim-Il-sung-Universität im Koreakrieg versteckt hielt.

#### P’yŏngsŏng-Platz
Am großzügig angelegten P’yŏngsŏng-Platz befinden sich das Kim-Il-sung-Museum und die Kulturhalle P’yŏngan-namdo. Er wurde 1963 angelegt und 1993 renoviert.

#### Kulturhalle P’yŏngan-namdo
Die Kulturhalle P’yŏngan-namdo befindet sich hinter dem Kim-Il-sung-Museum.

#### An’guksa

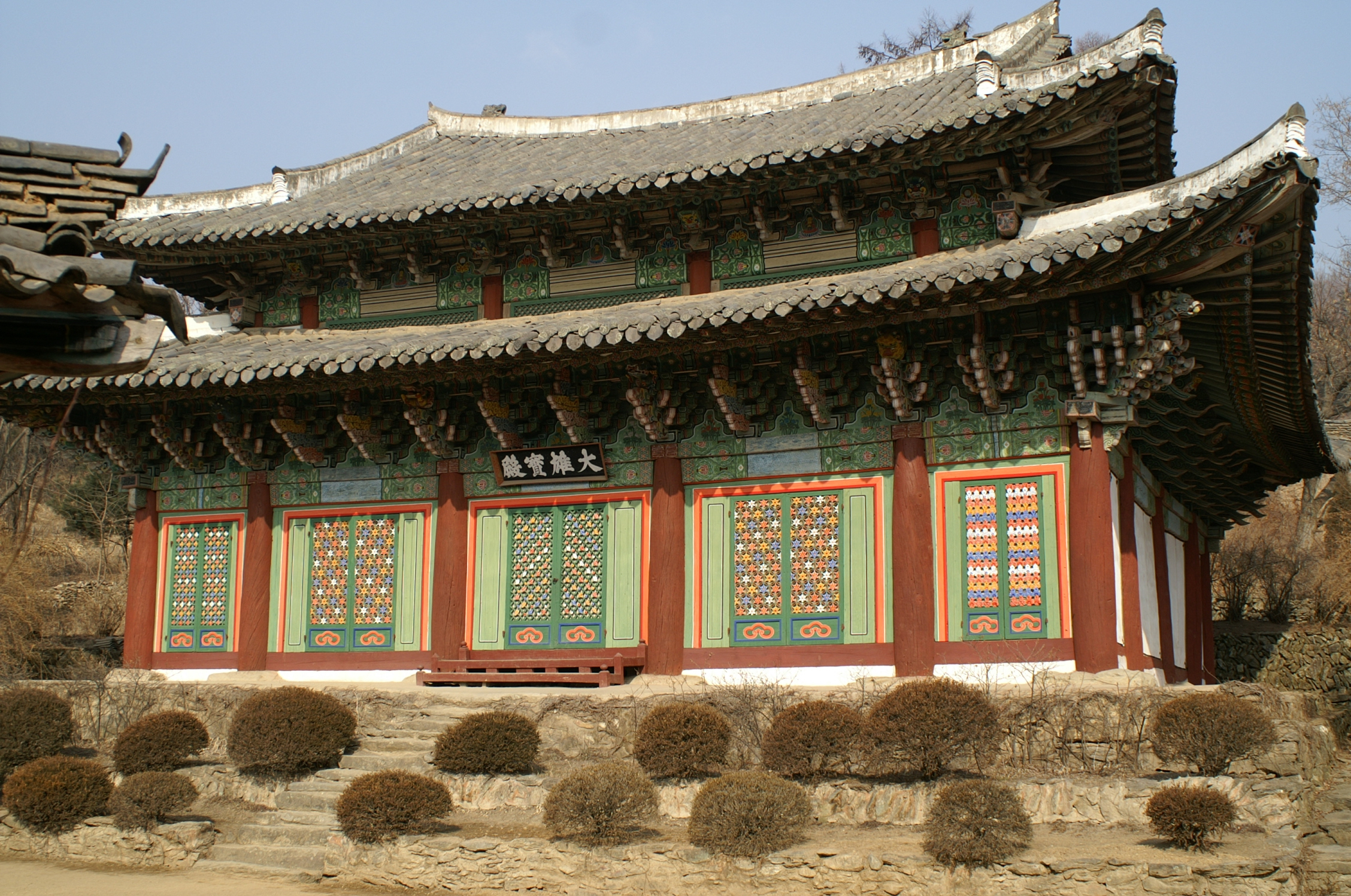
Haupthalle des Tempel An’guksa

An’guksa ist ein alter buddhistischer Tempel, der 503 errichtet wurde. Er ist als Nationalschatz Nr. 34 eingetragen und steht daher unter Denkmalschutz.

#### Weitere Bauwerke
Bis 2013 existierten eine Eisbahn sowie ein Wasserpark, welche 2014 offenbar durch ein 3D-Kino ersetzt wurden.

### Parks
Gegenüber dem Stadion befindet sich der P’yŏngsŏng-Park.

### Sport
Das Sunan-Stadion wurde 1991 eröffnet. Es ist nicht bekannt, ob es von einem Sportverein genutzt wird.

### Gastronomie
Die staatliche Nachrichtenagentur KCNA meldete am 16. April 2012 die Eröffnung der P’yŏngsŏng Restaurant Street. Hierbei handelt es sich um eine Ansammlung mehrerer Restaurants mit unterschiedlicher Küche, wie z. B. Nudeln oder koreanische Suppen.

## Wirtschaft und Infrastruktur

### Wirtschaft
Den wichtigsten Wirtschaftszweig bildet die Leichtindustrie. Die meisten Betriebe stellen Konsumgüter her. Es gibt eine Fabrik, die Kunstleder herstellt, andere produzieren Schnüre und Uhren. Auch Edelsteine werden bearbeitet. Einige wenige Produkte wie Textilien oder Lebensmittel werden auch exportiert. Ein Großmarkt mit halbwegs freiem Handel (wie beispielsweise der Tongil-Markt) bestand bis 2009.
Im Gebiet um P’yŏngsŏng werden angeblich auch sog. „Superdollar“ gefälscht.
Das größte Unternehmen ist Pyongsang Auto Works, welches 7000 bis 8000 Mitarbeiter beschäftigt. Zum World Food Day am 16. Oktober 2013 wurde eine Fabrik eröffnet, die Kekse produziert. Das Projekt ist aus einer Zusammenarbeit zwischen dem Welternährungsprogramm der Vereinten Nationen und Nordkorea entstanden und versorgt u. a. Kindergarten- und Schulkinder mit vitaminhaltigem Gebäck.
Seit 2013 produziert hier ein schweizerisch-nordkoreanisches Joint Venture Arzneimittel.
Weitere Bedeutung kommt der Landwirtschaft zu. Auf 28 % Fläche des Stadtgebietes wird zumeist Obst angebaut. Auch Reis, Sojabohnen usw. sind von Bedeutung.

### Verkehr
Der öffentliche Personennahverkehr wird mit dem Oberleitungsbus P’yŏngsŏng abgewickelt. Eine der beiden Linien verkehrt bis nach Pjöngjang. Zudem gibt es die Bahnhöfe P’yŏngsŏng und Ponghak, die von der P’yŏngra-Linie (Pjöngjang–Rasŏn) bedient werden. Der internationale Flughafen Sunan liegt westlich der Stadt und ist zirka 15 Kilometer Luftlinie entfernt.
Seit einiger Zeit gibt es auch ein Taxinetz in P’yŏngsŏng.

### Medien
Im Gebiet von P’yŏngsŏng befindet sich eine Radiostation des Auslandssenders P’yŏngyang Pangsong, er sendet auf 104,5 MHz (UKW).

### Bildung

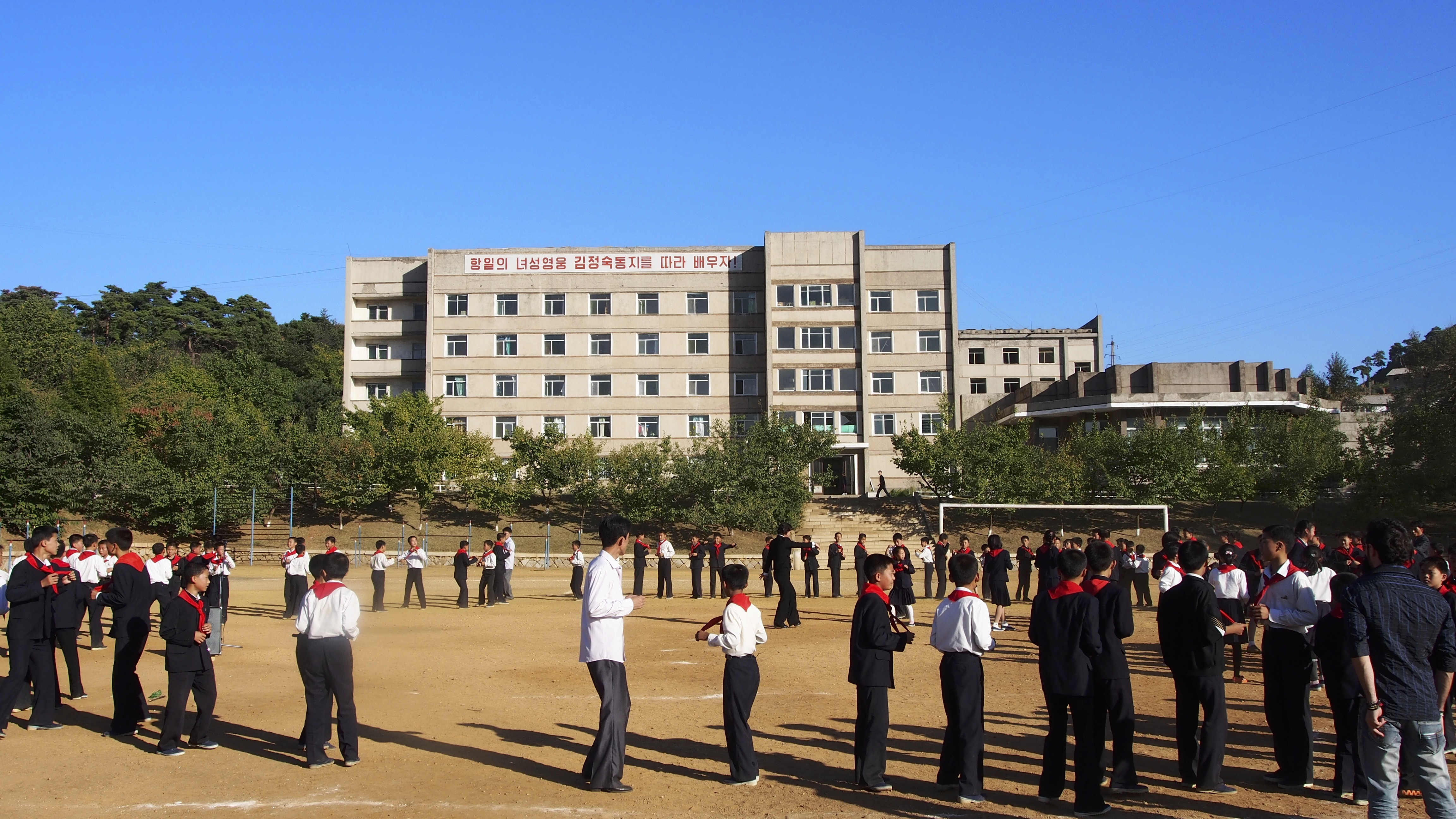
Mittelschule Nr. 1 in P’yŏngsŏng

Als eine Stadt der Wissenschaften ist der Bildungssektor stark ausgeprägt. Es gibt zahlreiche Forschungsinstitute. Daneben gibt es folgende Hochschulen:
- Forschungsinstitut für technische Mikrobiologie
- Technische Universität P’yŏngsŏng
- Hochschule für Lehrkräfte P’yŏngsŏng
- Hochschule für Steinkohlebergbau P’yŏngsŏng
- Universität für Tiermedizin und Viehzucht P’yŏngsŏng
- Medizinische Universität P’yŏngsŏng
- Hochschule der Künste P’yŏngsŏng
- Pädagogische Hochschule P’yŏngsŏng